# یواس‌اس وارینگتون (دی‌دی-۳۰)
یواس‌اس وارینگتون (دی‌دی-۳۰) (به انگلیسی: USS Warrington (DD-30)) یک کشتی بود که طول آن ۲۹۳ فوت ۱۰ اینچ (۸۹٫۵۶ متر) بود. این کشتی در سال ۱۹۱۰ ساخته شد.